# Gavoi
Gavoi település Olaszországban, Szardínia régióban, Nuoro megyében. Lakosainak száma 2483 fő (2023. január 1.). Gavoi Lodine, Ollolai, Fonni, Mamoiada és Ovodda községekkel határos.

## Népesség
A település lakossága az elmúlt években az alábbi módon változott:
| Lakosok száma | 2668 | 2641 | 2483 |
|               | 2017 | 2018 | 2023 |